# Alap (Hungria)
Alap é um município da Hungria, situado no condado de Fejér. Tem 48,29 km² de área e sua população em 2015 foi estimada em 1.907 habitantes.